# Silent Siren
Pour les articles homonymes, voir Siren.
SILENT SIREN est un groupe de musique  japonais de J-rock formé en 2010 et composé de 3 membres féminins : Yoshida Sumire (Chant, Guitare) , Yamauchi Aina (chœurs, basse) et Kurosaka Yukako (chœurs, clavier)
Après une interruption de deux ans., elles ont repris leurs activités fin 2023. Le 31 mars 2024, elles ont sorti le mini-album « YOUTHFUL » sur leur propre label « YOUTHFUL TUNE ».

## Discographie
.